# 螺洲門
螺洲門是香港海域最深之處，位於海平面下66米，位於香港島東南的蒲台群島水域，螺洲島以南及蒲台島以北，是兩島之間的海峽。螺洲門目前被香港政府作為「爆炸品傾倒區」，棄置未爆炸彈之用。

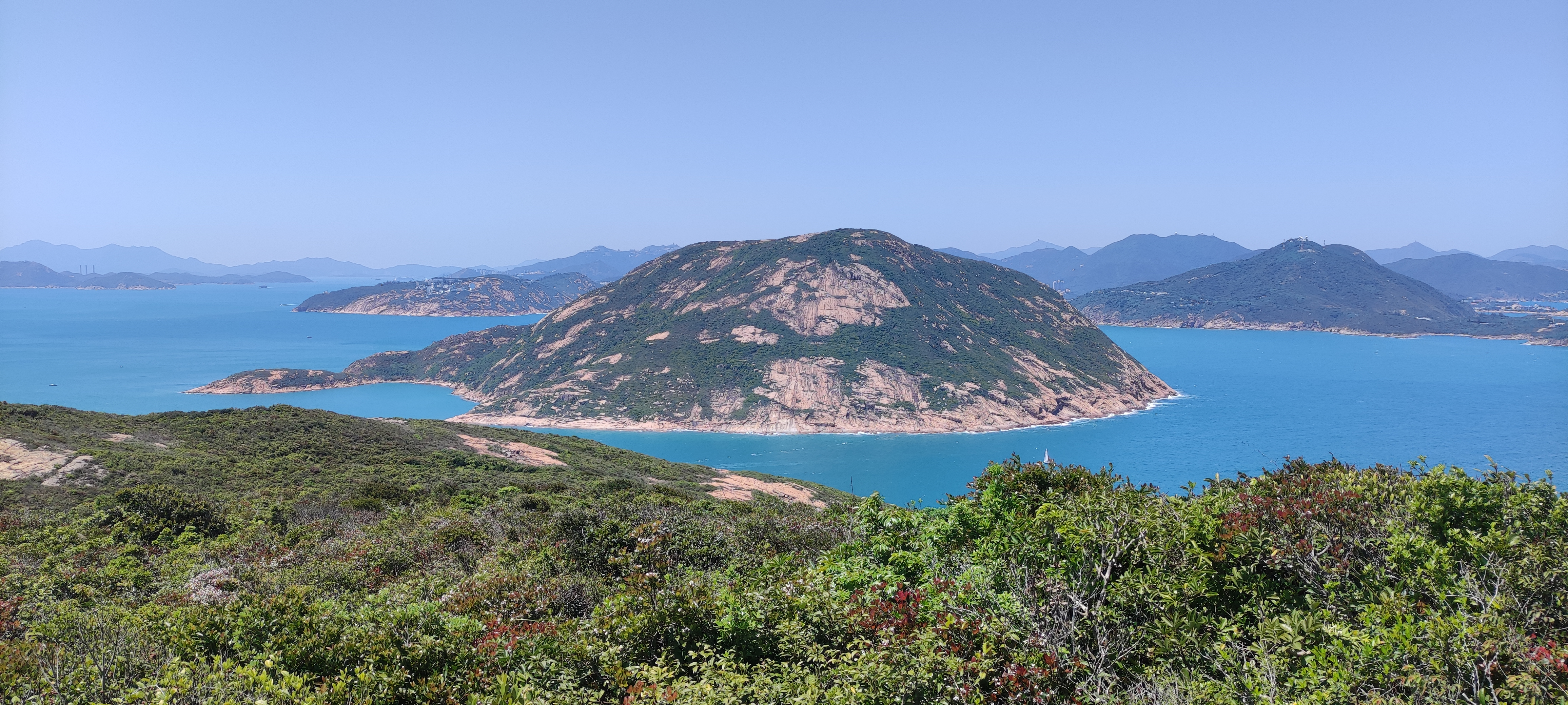
螺洲及螺洲門

## 資料來源
1. ↑  香港政府年報：《香港2004 （页面存档备份，存于）》，環境·地形與地質篇。
2. ↑  香港政府新聞公報：《立法會八題：棄置未爆炸彈 （页面存档备份，存于）》，2000年5月10日